# عمارت گرین‌وی
عمارت گرین‌وِی (انگلیسی: Greenway Estate) یک ساختمان مسکونی قدیمی در کنار ریور دارت است که در نزدیکی گالمتون در شهرستان دوون واقع شده‌است. این عمارت در گذشته خانهٔ تابستانی آگاتا کریستی بود و از سال ۲۰۰۰ میلادی در اختیار و تملک نشنال تراست است.
این عمارت و املاک اطراف آن با قطارهای بخاری که از پینتون و کنیگزور آمده و در ایستگاه گرین‌وی هالت توقف دارند، به نقاط دیگر دسترسی دارد.